# Renatus von Zinzendorf

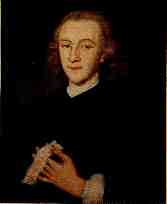
Christian Renatus von Zinzendorf

Reichsgraf Christian Renatus von Zinzendorf und Pottendorf (* 19. September 1727 in Herrnhut, Oberlausitz, Sachsen; † 28. Mai 1752 in London, England) war ein Sohn von Nikolaus Ludwig von Zinzendorf, evangelischer Theologe, Ältester der Herrnhuter Brüdergemeine, deutscher Kirchenlieddichter und pietistischer Mystiker.

## Leben
Renatus von Zinzendorf war der zweite Sohn des Grafen Nikolaus Ludwig von Zinzendorf und dessen Frau Erdmuthe Dorothea, geb. Gräfin Reuß zu Ebersdorf. Er erhielt eine pietistische Erziehung und wurde 1736 in Begleitung von Johann Nitschmann (1712–1783) zum Studium der Theologie nach Jena geschickt. Dort lebte er bei einer der Herrnhuter Brüdergemeine nahestehenden Gruppe von Erweckten, die eine verniedlichende Christusmystik betrieb. Ab 1737 engagierte sein Vater Johannes von Watteville als seinen persönlichen Lehrer. 1739 ließ Herzog Wilhelm Heinrich die Christelsökonomie des Landes verweisen. Zinzendorf setzte seine Ausbildung am Brüderseminar Herrnhaag fort und bereiste als Begleiter seines Vaters Livland.
Seit 1744 wirkte Graf Christel als Gehilfe seines Vaters und wurde zum Chorpfleger der ledigen Brüder bestellt. 1747 erfolgte sein Umzug vom Schloss Marienborn (bei Eckartshausen in Hessen) nach Herrnhaag. Vor einer Reise seines Vaters wurde er 1748 ins Ältestenamt der ledigen Brüder ordiniert. Während dieser Zeit betrieb der junge Zinzendorf einen exzessiven mystischen Kult und Poesie um Schätzchen, Seitenhöhlchen, Herzchen, Närrchen und Bräutel, sodass ihn sein Vater 1749 wieder abberief und der Gemeinde in einem Strafbrief die nichtbiblischen Verniedlichungskulte untersagte. Nach Aussprachen mit dem Vater, der ihn als Nachfolger sah, entsagte Zinzendorf seinen sentimentalen Frömmeleien. Er rief im August 1750 einen „Bund für die Marter Gottes“ ins Leben und verfasste in dieser von seinem Vater verordneten „Trostphase“ zahlreiche „geläuterte“ Gedichte. Er verstarb auf einer Reise nach England in London, wo sein Vater von 1750 bis 1755 seinen Wohnsitz hatte, an der Schwindsucht.
Renatus von Zinzendorf wurde auf dem Friedhof der Brüdergemeine (englisch: Moravian Cemetery) in Chelsea, London, begraben.

## Kirchenlieder (Auswahl)
Renatus von Zinzendorf ist der Autor mehrerer Lieder, vor allem zur Passion Christi, die Eingang in das Herrnhuter Gesangbuch von 1735, das Londoner Gesangbuch von 1753/54 und weitere evangelische Gesangbücher gefunden haben. Einzelne Lieder wurden auch ins Englische, Polnische und Swahili übersetzt.
- Ach, was an meiner armen Seel’.
- Auf, ihr nah’ verbund’ne Jesusherzen.
- Aus unsrer Tränenmelodie.
- Blutge Leiden meines eigenen Freundes.
- Das einige Notwendige ist Christie teilhaft sein.
- Den tiefen Eindruck, was mein Freund.
- Der Heiland war so totbetrübt.
- mit Christian Gregor: Die wir uns allhier beisammen finden.
- Für uns ging mein Herr in Todesnöthen.
- Gott und Mensch vereint zusammen.
- Ich blicke nach der Höhe.
- Ich halte meine Fahrt so gern zu Jesu Leiche.
- Ich seh' in bangen Bußideen.
- Ich stehe da und weine.
- Ich wünsch' mir alle Stunden.
- In meines Herren Tod und Schmerz.
- Jesu, holder Freund, vereine deine dir geweihte Schar.
- Jesu, weil in deinen Wunden
- Lamm, mache, dass mein armes Herz.
- Lasst uns Ihm ein Halleluja singen, mächtiglich sind wir errett’t.
- Marter Gottes, wer kann dein vergessen.
- Mein blutarmes Herze kann’s kaum fassen.
- Mein blutiger Erbarmer.
- Mein Geist verlangt zu Jesu hin.
- Meines Heilands Tod’sgeschicht’.
- O dass ich bis in mein Grab.
- O drückten Jesu Todesmienen.
- O Gotteslamm für uns an’s Kreuz geschlagen.
- O süße Seelenweide, in Jesu Passion.
- Was irgendwo verdorben ist.
- Wenn ich Jesu Grab im Geist besuche.
  - When I visit Jesus' grave in spirit.
- Wenn ich so alleine.
- Wenn man nicht aus Herzerfahrung wüsste.
- Wie geht's dem Würmlein doch so gut.
- Wie preis' ich doch dein Leiden.
- Wie preis' ich doch den Liebesrat.